# The Great Pretender

Áp phích quảng cáo cho đêm nhạc của Queen có bài The Great Pretender

Mercury trong The Great Pretender (extended version)

"The Great Pretender" (tạm dịch tiếng Việt: Kẻ giả vờ vĩ đại) là một bài hát phổ biến của ban nhạc The Platters, do Buck Ram sáng tác nhạc và viết lời, anh cũng là người quản lý của The Platters. "The Great Pretender" đã đứng vị trí số một trong bảng xếp hạng Billboard Top 100 (Hot 100 sau này) năm 1956. Nó cũng là một trong ba bản thu âm của Platters có trong phần nhạc của bộ phim "American Graffiti".
Bài hát được Dolly Parton hát lại vào năm 1984, và tên bài hát được lấy cho album phát hành vào những năm thuộc thập kỷ 1950 và 1960, The Great Pretender.
Bài hát trở nên phổ biến hơn vào năm 1987 sau khi Freddie Mercury của ban nhạc Queen trình diễn. Roy Orbison cũng đã từng hát lại bài này.
Bài hát được viết theo thể loại Rock 'n roll, giai điệu nhẹ nhàng và tình cảm.
The Great Pretender cũng là tên một album nhạc của Queen.

## Nội dung bài hát
Bài hát viết về một người đang sống một cuộc sống không thật như mình muốn, mọi thứ và mọi hành động của anh đều là giả vờ để che mắt mọi người những gì anh thực sự suy nghĩ. Mặc dù trong lòng rất cô đơn (sau cuộc chia tay) nhưng vẫn vui cười, đùa cợt như một gã hề, cố giấu để không ai nhận ra nỗi buồn đó, anh tự nhủ rằng: "Pretending that you're still around" (Vờ như em vẫn đang ở quanh đây). Anh tự nhận mình là một Great Pretender (người giả vờ giỏi).